# I've Been Thinking About You
I've Been Thinking About You is een nummer van de groep Londonbeat. Het nummer stond in 1990 vier weken op de eerste plaats in de Nederlandse Top 40 en drie weken in de Nationale Top 100. Het nummer kwam ook op 1 in de Verenigde Staten, vreemd genoeg pas een jaar later, in 1991.
Een deel van het nummer wordt gesampled en is daarbij prominent aanwezig in het nummer Physical van de groep Alcazar.

## Hitnoteringen

### Nederlandse Top 40
| Hitnotering: 11-08-1990 t/m 24-11-1990 | Hitnotering: 11-08-1990 t/m 24-11-1990 | Hitnotering: 11-08-1990 t/m 24-11-1990 | Hitnotering: 11-08-1990 t/m 24-11-1990 | Hitnotering: 11-08-1990 t/m 24-11-1990 | Hitnotering: 11-08-1990 t/m 24-11-1990 | Hitnotering: 11-08-1990 t/m 24-11-1990 | Hitnotering: 11-08-1990 t/m 24-11-1990 | Hitnotering: 11-08-1990 t/m 24-11-1990 | Hitnotering: 11-08-1990 t/m 24-11-1990 | Hitnotering: 11-08-1990 t/m 24-11-1990 | Hitnotering: 11-08-1990 t/m 24-11-1990 | Hitnotering: 11-08-1990 t/m 24-11-1990 | Hitnotering: 11-08-1990 t/m 24-11-1990 | Hitnotering: 11-08-1990 t/m 24-11-1990 | Hitnotering: 11-08-1990 t/m 24-11-1990 | Hitnotering: 11-08-1990 t/m 24-11-1990 | Hitnotering: 11-08-1990 t/m 24-11-1990 |
| Week                                   | 1                                      | 2                                      | 3                                      | 4                                      | 5                                      | 6                                      | 7                                      | 8                                      | 9                                      | 10                                     | 11                                     | 12                                     | 13                                     | 14                                     | 15                                     | 16                                     |                                        |
| -------------------------------------- | -------------------------------------- | -------------------------------------- | -------------------------------------- | -------------------------------------- | -------------------------------------- | -------------------------------------- | -------------------------------------- | -------------------------------------- | -------------------------------------- | -------------------------------------- | -------------------------------------- | -------------------------------------- | -------------------------------------- | -------------------------------------- | -------------------------------------- | -------------------------------------- | -------------------------------------- |
| Nummer                                 | 29                                     | 15                                     | 9                                      | 2                                      | 1                                      | 1                                      | 1                                      | 1                                      | 2                                      | 2                                      | 2                                      | 3                                      | 8                                      | 17                                     | 25                                     | 39                                     | uit                                    |

### Nationale Top 100
| Hitnotering: 04-08-1990 t/m 08-12-1990 | Hitnotering: 04-08-1990 t/m 08-12-1990 | Hitnotering: 04-08-1990 t/m 08-12-1990 | Hitnotering: 04-08-1990 t/m 08-12-1990 | Hitnotering: 04-08-1990 t/m 08-12-1990 | Hitnotering: 04-08-1990 t/m 08-12-1990 | Hitnotering: 04-08-1990 t/m 08-12-1990 | Hitnotering: 04-08-1990 t/m 08-12-1990 | Hitnotering: 04-08-1990 t/m 08-12-1990 | Hitnotering: 04-08-1990 t/m 08-12-1990 | Hitnotering: 04-08-1990 t/m 08-12-1990 | Hitnotering: 04-08-1990 t/m 08-12-1990 | Hitnotering: 04-08-1990 t/m 08-12-1990 | Hitnotering: 04-08-1990 t/m 08-12-1990 | Hitnotering: 04-08-1990 t/m 08-12-1990 | Hitnotering: 04-08-1990 t/m 08-12-1990 | Hitnotering: 04-08-1990 t/m 08-12-1990 | Hitnotering: 04-08-1990 t/m 08-12-1990 | Hitnotering: 04-08-1990 t/m 08-12-1990 | Hitnotering: 04-08-1990 t/m 08-12-1990 | Hitnotering: 04-08-1990 t/m 08-12-1990 |
| Week                                   | 1                                      | 2                                      | 3                                      | 4                                      | 5                                      | 6                                      | 7                                      | 8                                      | 9                                      | 10                                     | 11                                     | 12                                     | 13                                     | 14                                     | 15                                     | 16                                     | 17                                     | 18                                     | 19                                     |                                        |
| -------------------------------------- | -------------------------------------- | -------------------------------------- | -------------------------------------- | -------------------------------------- | -------------------------------------- | -------------------------------------- | -------------------------------------- | -------------------------------------- | -------------------------------------- | -------------------------------------- | -------------------------------------- | -------------------------------------- | -------------------------------------- | -------------------------------------- | -------------------------------------- | -------------------------------------- | -------------------------------------- | -------------------------------------- | -------------------------------------- | -------------------------------------- |
| Nummer                                 | 90                                     | 50                                     | 19                                     | 7                                      | 3                                      | 1                                      | 1                                      | 1                                      | 2                                      | 2                                      | 2                                      | 2                                      | 2                                      | 4                                      | 8                                      | 15                                     | 38                                     | 62                                     | 82                                     | uit                                    |

### NPO Radio 2 Top 2000
| Nummer met noteringen in de NPO Radio 2 Top 2000 | '99  | '00  | '01  | '02  | '03  | '04  |
| ------------------------------------------------ | ---- | ---- | ---- | ---- | ---- | ---- |
| I've Been Thinking About You                     | 1525 | 1499 | 1948 | 1788 | 1759 | 1950 |

1. ↑  Een vetgedrukt getal geeft de hoogste notering aan.
2. ↑  Deze tabel is bijgewerkt tot en met de meest recente editie (2024).